# Stanić Polje
Stanić Polje is een plaats in de gemeente Dvor in de Kroatische provincie Sisak-Moslavina. De plaats telt 7 inwoners (2001).